# Giorgio Napolitano
Giorgio Napolitano (Napels, 29 juni 1925 – Rome, 22 september 2023) was een Italiaans politicus van de linkse Democratici di Sinistra. Hij was van 2006 tot 2015 president van Italië.

## Loopbaan

### Tot aan 2006
Napolitano studeerde rechten, en was al voor de Tweede Wereldoorlog actief in het communistische verzet tegen de fascisten van Benito Mussolini. Tijdens de oorlog vocht hij in het verzet. Hij bleef politiek actief, en al in 1953 werd hij parlementslid.
Tot de opheffing in 1991 was hij lid van de Communistische Partij van Italië. Hij steunde het Eurocommunisme van Enrico Berlinguer, en was een van de voormannen bij de omvorming van de partij tot een sociaaldemocratische partij. Ook bij de toenadering tot andere linkse stromingen had hij grote verdiensten.
In zijn latere carrière was hij onder meer minister van binnenlandse zaken (1996-1998) en Europarlementariër (1999-2004). Van 2005 tot zijn verkiezing als president was Napolitano senator voor het leven in de Senato della Repubblica. Tijdens zijn presidentschap is zijn senatorschap opgeschort.

### President in 2006
Napolitano werd op 10 mei 2006 tot 11e president van Italië verkozen, met ingang van 15 mei 2006. Napolitano haalde het tijdens de vierde stemronde met een gewone meerderheid van 543 stemmen, nadat het in de drie voorafgaande stemrondes wegens de polarisatie tussen links en rechts in het Italiaanse parlement niet tot een tweederdemeerderheid had kunnen komen. Hij volgde Carlo Azeglio Ciampi op. Napolitano was de eerste president van Italië  die communist was geweest.
De president van Italië heeft geen uitvoerende macht en wordt geacht boven de partijen te staan. Hij bewaakt de rechtsstaat en de nationale eenheid, en kan op ogenblikken van grote verdeeldheid een belangrijke rol spelen. Zo'n situatie deed zich voor in februari 2009 rond het ziekbed van de comapatiënt Eluana Englaro. Het Hooggerechtshof had in november 2008 toestemming gegeven voor euthanasie na een vegetatief leven van 17 jaar. De staatsziekenhuizen weigerden op last van premier Silvio Berlusconi medewerking. Toen een particuliere kliniek in februari 2009 op wens van de familie de kunstmatige voeding ging afbouwen, kwam Berlusconi met het ontwerp van een presidentieel decreet waarin dit werd verboden. President Napolitano weigerde zijn handtekening te zetten omdat hij een uitspraak van het Hooggerechtshof niet wilde doorkruisen. De regering had toen enkele dagen nodig voor een noodwet, maar tijdens de behandeling in de Senaat stierf de vrouw.

### Herverkiezing 2013
De presidentsverkiezingen van 2013 vonden plaats te midden van een politieke impasse. Na de parlementsverkiezingen van februari had de DP de meerderheid in de Kamer van Afgevaardigden en Berlusconi met bondgenoten beheersten de Senaat. De populist Beppe Grillo weigerde links of rechts aan een meerderheid te helpen. President Napolitano kon in het laatste halfjaar van zijn termijn het parlement niet meer ontbinden. Nadat andere kandidaten geen meerderheid hadden weten te behalen, werd Napolitano door de politieke leiders Pier Luigi Bersani (links), Silvio Berlusconi (rechts) en Mario Monti (centrum) gevraagd zich herkiesbaar te stellen. Op 20 april 2013 werd hij herkozen met 738 van de 1007 stemmen in het kiescollege. De andere 217 stemmen gingen naar Stefano Rodota van de Vijfsterrenbeweging van Beppe Grillo.
De hoogbejaarde Napolitano (destijds 87 jaar) kreeg na de uitslag een staande ovatie. Hij was, sinds de oprichting van de Italiaanse Republiek in 1946, de eerste president die herkozen werd.

### Aftreden 2015
Bij zijn nieuwjaarstoespraak op 31 december 2014 kondigde Napolitano aan op korte termijn te zullen aftreden. Op 14 januari 2015 werd dit effectief. Op dezelfde dag werd senaatsvoorzitter Pietro Grasso benoemd als interim-president totdat op 3 februari 2015 Sergio Mattarella als president werd geïnstalleerd.

## Overlijden 2023
Napolitano overleed op 22 september 2023 op 98-jarige leeftijd in een ziekenhuis in Rome na een aantal dagen eerder te zijn opgenomen. Hij kreeg als eerste president van de Italiaanse republiek een niet-religieuze afscheidsviering, op 26 september in de Kamer van Afgevaardigden (Palazzo Montecitorio). Hij werd bijgezet in het Cimitero acattolico in Rome.
- Bibsys: 90267693
- Bibliothèque nationale de France: cb119174016 (data)
- CiNii: DA00973537
- Gemeinsame Normdatei: 119295547
- International Standard Name Identifier: 0000 0001 2279 0769
- Library of Congress Control Number: n80158751
- Nationale Bibliotheek van Letland: 000341910
- Bibliotheek van het Japanse parlement: 00450994
- Nationale Bibliotheek van Tsjechië: jx20070406008
- Nationale Bibliotheek van Israël: 987007451590305171
- Nationale Bibliotheek van Polen: a0000002733205
- Nederlandse Thesaurus van Auteursnamen: 068870515
- Istituto Centrale per il Catalogo Unico: CFIV035482
- Système universitaire de documentation: 027044556
- Virtual International Authority File: 44303019
- WorldCat: E39PBJpjcRKDCHm7BrjqTwKGHC

Alcide De Gasperi (staatshoofd) · Enrico De Nicola · Luigi Einaudi · Giovanni Gronchi · Antonio Segni · Giuseppe Saragat · Giovanni Leone · Sandro Pertini · Francesco Cossiga · Oscar Luigi Scalfaro · Carlo Azeglio Ciampi · Giorgio Napolitano · Sergio Mattarella